# 格林巴赫河 (安珀河支流)
47°53′08″N 11°08′50″E / 47.88555°N 11.14712°E

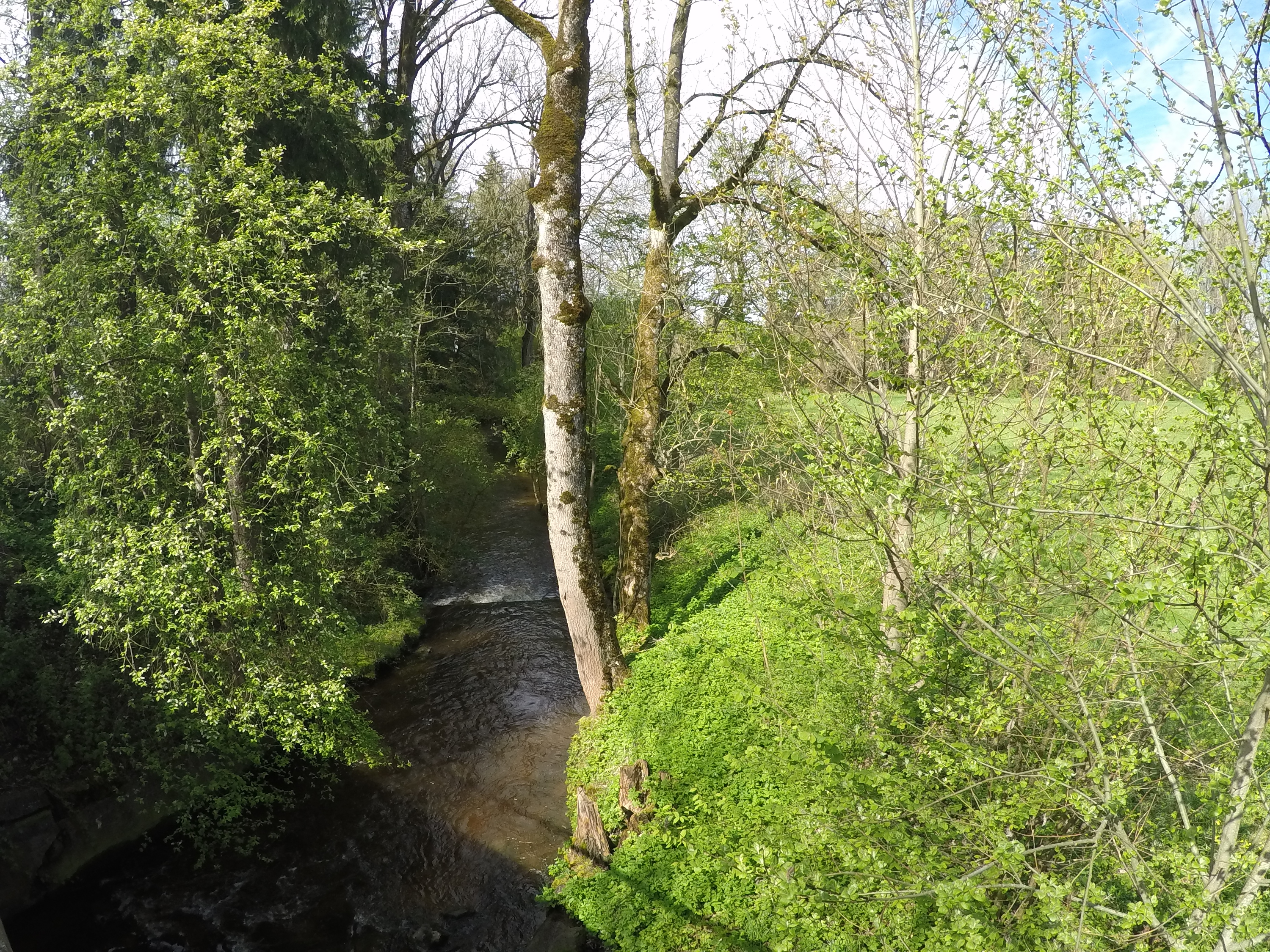

格林巴赫河是德國的河流，位於該國東南部，由巴伐利亞負責管轄，屬於安珀河的支流，河道全長15.1公里，發源自塞斯豪普特，河口處在維倫巴赫。